# Evangelische Kirche (Werdorf)

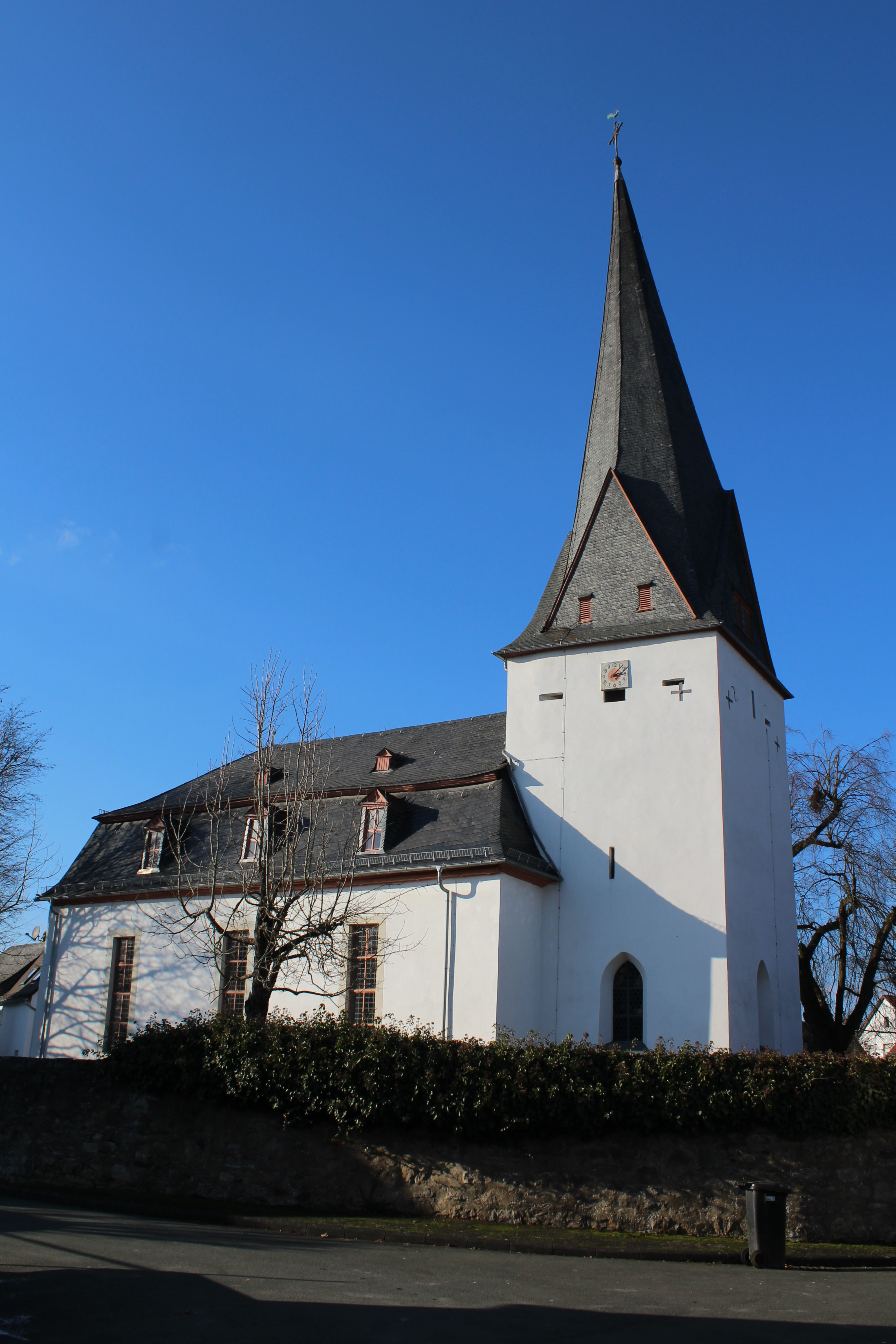
Werdorfer Kirche mit geneigtem Turm

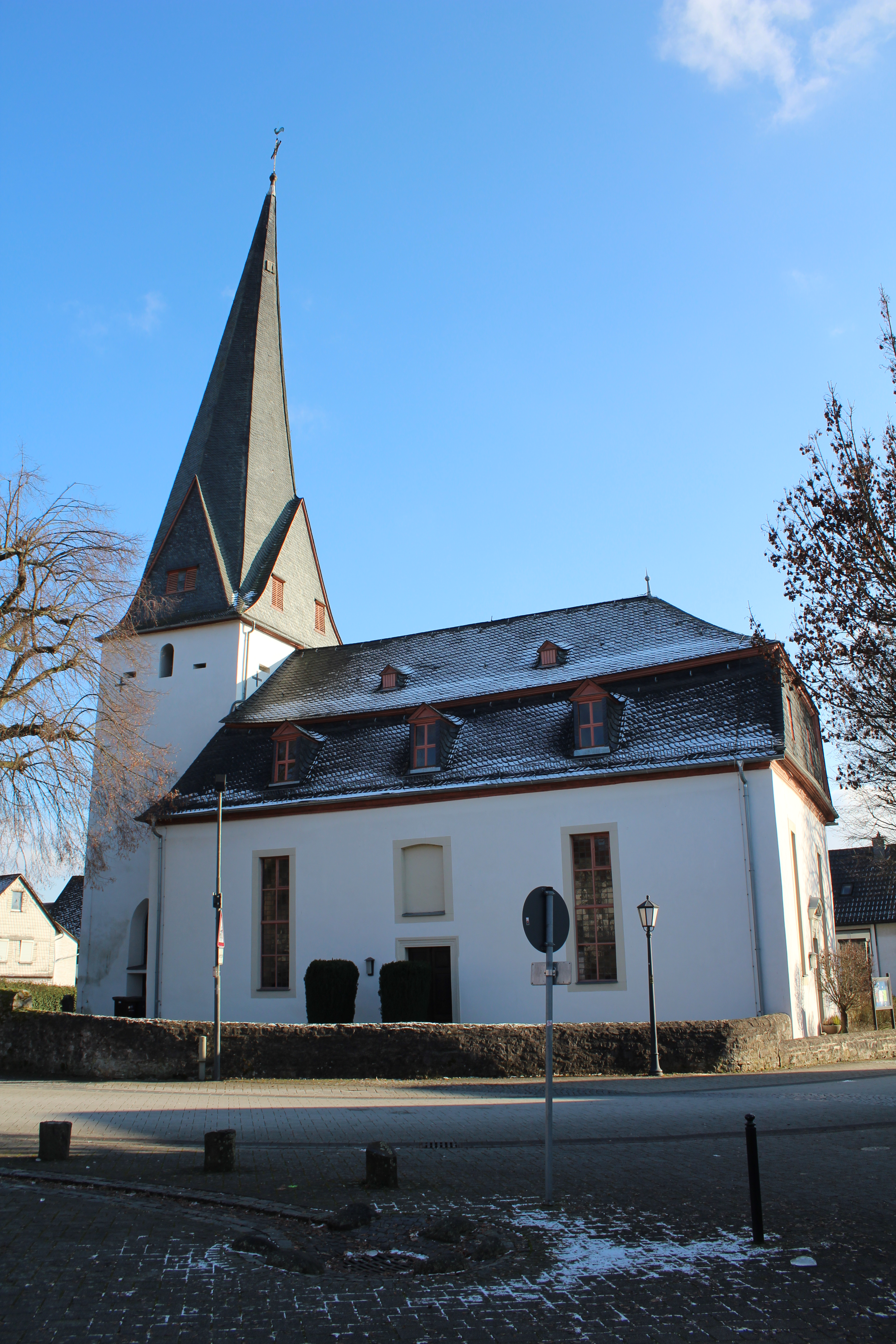
Nordseite der Kirche

Die Evangelische Kirche in Werdorf, einem Stadtteil von Aßlar im Lahn-Dill-Kreis (Mittelhessen), ist eine barocke Saalkirche aus den Jahren 1755–1757. Einbezogen wurde der spätromanische, ursprünglich wehrhafte Chorturm. Die denkmalgeschützte Kirche prägt das Ortsbild und ist aufgrund ihrer geschichtlichen, künstlerischen, städtebaulichen und wissenschaftlichen Bedeutung hessisches Kulturdenkmal.

## Geschichte

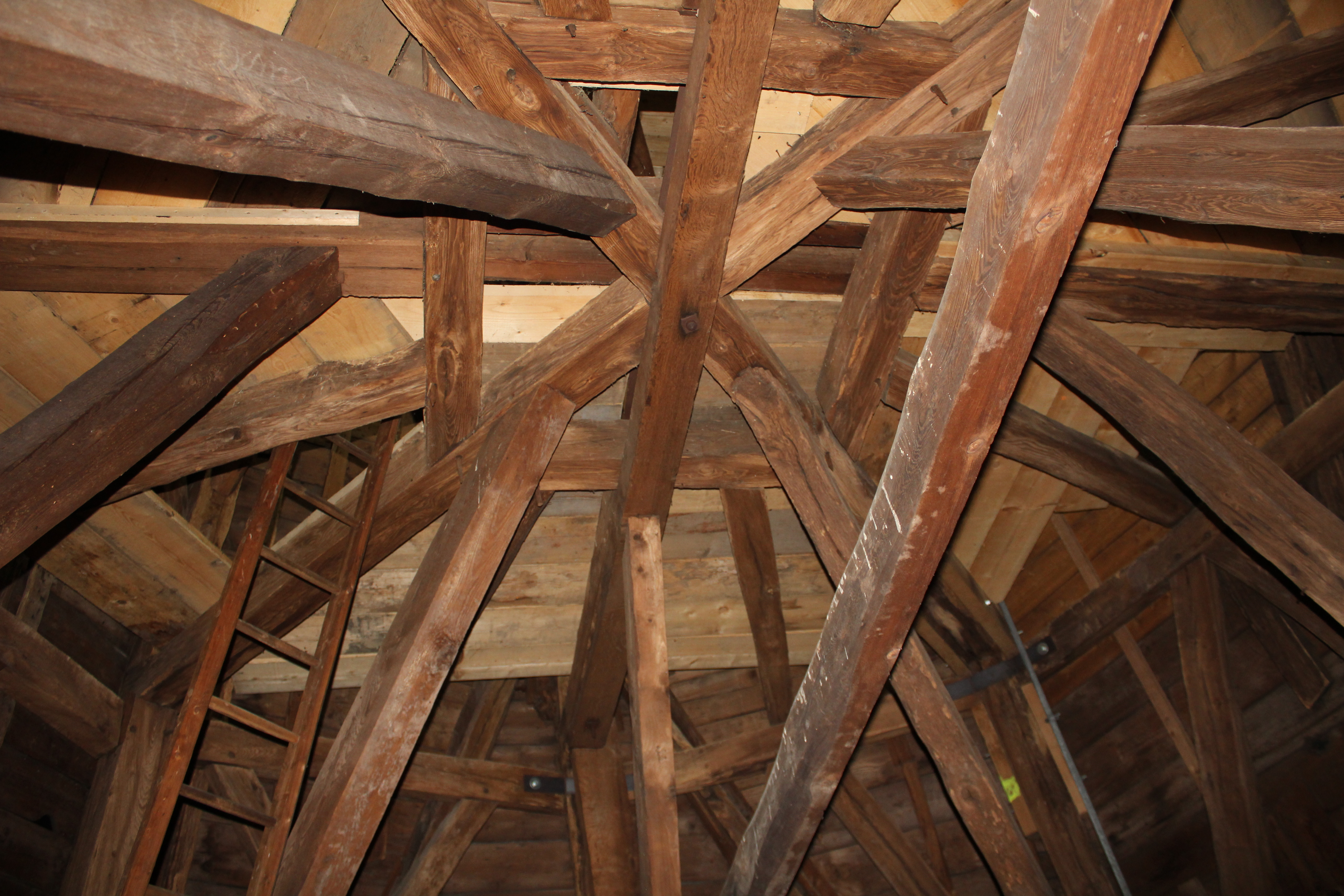
Turmgebälk

Eine Kirche in Werdorf wird 1254 erstmals erwähnt. Sie trug den Titel Unserer Lieben Frauen. Neben dem Marien-Altar war ein weiterer Altar dem hl. Kilian geweiht. Die Werdorfer Kirche gehörte zum Kirchspiel Dillheim, das insgesamt 12 Orte umfasste. Das Kirchspiel war im ausgehenden Mittelalter dem Archipresbyterat Wetzlar im Archidiakonat St. Lubentius Dietkirchen im Bistum Trier zugeordnet. Im Jahr 1350 wird im Zuge des Streits zwischen der Stadt Wetzlar und den Solmser Grafen neben anderen Kirchen und Friedhöfen auch die Werdorfer Kirche in Mitleidenschaft gezogen.
Ab 1524 hielt die Reformation unter Johannes Zaunschliffer, dem Dillheimer Pfarrer, Einzug. Graf Philipp von Solms-Braunfels führte die evangelische Lehre 1556 offiziell ein. 1582 führte Graf Konrad von Solms-Braunfels das reformierte Bekenntnis ein. Von 1582 bis 1586 war Werdorf vermutlich für einige Jahre mit Kölschhausen und Berghausen verbunden. Als 1586 die Erhebung Werdorfs zur Pfarrei mit Berghausen als Filialgemeinde erfolgte, wurde Eberhard Greckmann (1586–1593) erster evangelischer Pfarrer.
Die Schäden durch den Dreißigjährigen Krieg wurden 1654 instand gesetzt; Berghausen muss trotz Protesten ein Drittel der Kosten tragen. Spätestens mit Errichtung von Schloss Werdorf (1686–1690) und der Ansiedlung der Gräfin Ernestine Sophie von Solms-Greifenstein wurde die Kirche zur selbstständigen Pfarrkirche. 1704 wurde in Werdorf eine zweite Pfarrstelle eingerichtet und mit dem Schuldienst, Organisten- und Glöckneramt verbunden. Dem ersten Pfarrer, der jetzt Hofprediger war, wurde die 1706 die Inspektion des Diakonats Greifenstein übertragen. 1819 wurde die zweite Pfarrstelle wieder aufgehoben.
Eine geplante Vergrößerung der Kirche scheiterte am schlechten Zustand des Mauerwerks, da „ohne Gefahr nicht wohl darauf zu bauen seie“. Aufgrund von Baufälligkeit und der zu geringen Größe wurde das Schiff 1755 bis 1757 erneuert und mit einem Mansarddach versehen. Der alte Wehrturm blieb erhalten. Baumeister war Sigmund Jacob Haeckher aus Weilburg. Am 3. Juli 1755 erfolgte die Grundsteinlegung. Der Baumeister stellte am 30. August 1756 fest, dass die Zimmerer zu frisches Holz verwendet hatten und beschwerte sich beim Grafen, dass der Turm „zu einer Mißgeburth gediehen“ sei. Bei der Bauabnahme im Juli 1757 empfahl die Kommission den nach Südwesten geneigten Turm durch ein niedrigeres Dach zu ersetzen: „Derselbe hanget nämlich nicht wenig auf der einen Seite“. Dies lehnten die Werdorfer jedoch ab, sodass der schiefe Turm beibehalten blieb. In der Folgezeit erhielt die Kirche eine neue Kirchenausstattung. Die Baukosten betrugen dank der Eigenbeteiligung 1229,24 Gulden, die durch die Zuwendung des Grafen, Spenden und Kollekten bis hin nach Frankfurt aufgebracht wurden.
1961/1962 wurde im Rahmen einer umfassenden Innenrenovierung die Holztonne des Saalbaus durch eine Flachdecke abgehängt. Die hohe Ostempore, auf der die Orgel aufgestellt war, wurde abgebrochen und das Instrument auf die Westempore umgesetzt. Die Kanzel, die bisher vom Turm her durch eine Maueröffnung zugänglich war, erhielt zwei Treppenaufgänge.
Seit langem besteht eine pfarramtliche Verbindung mit Berghausen. Die Kirchengemeinde ist evangelisch-reformiert und gehört zum Evangelischen Kirchenkreis an Lahn und Dill in der Evangelischen Kirche im Rheinland.

## Architektur

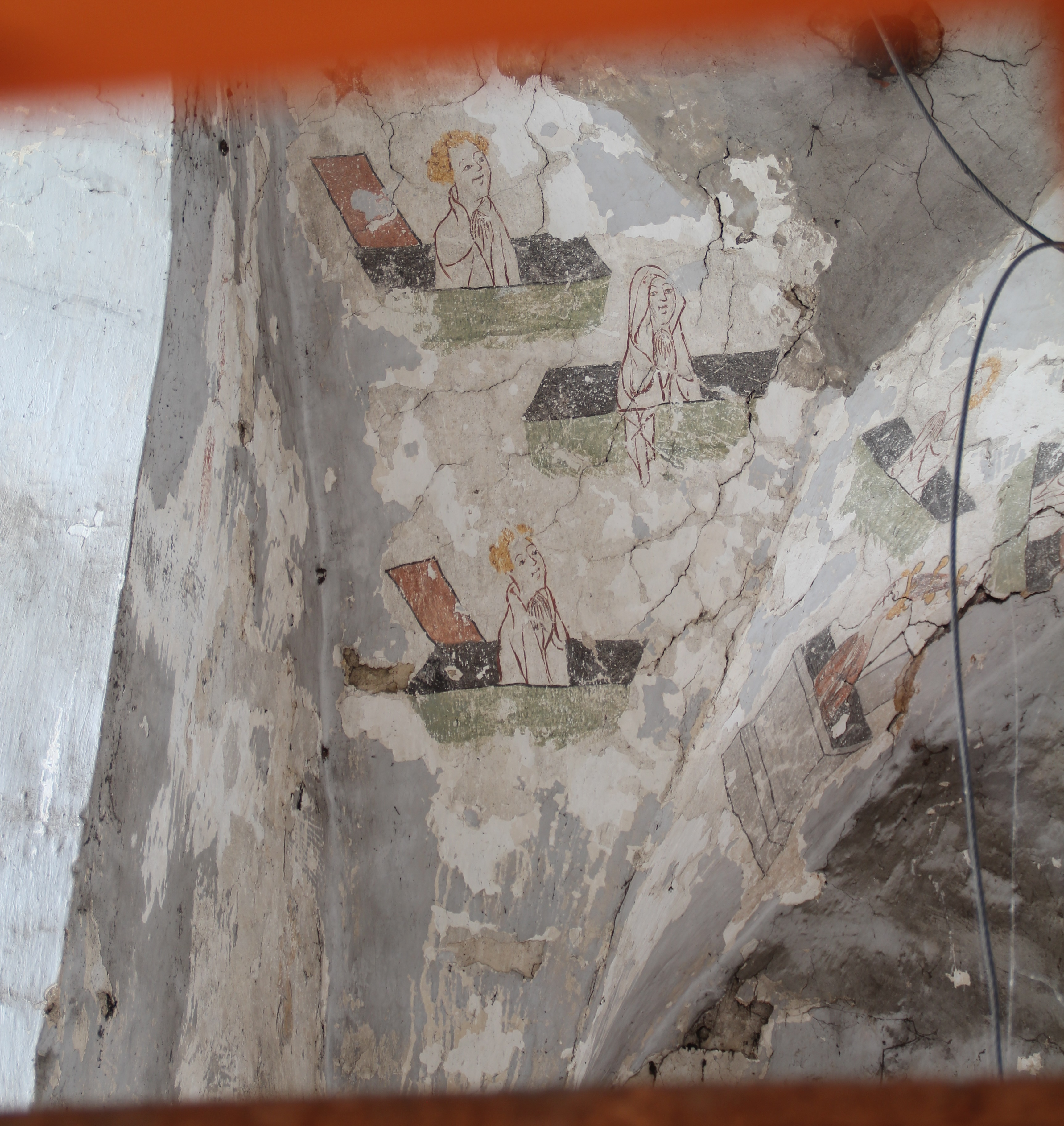
Spätgotische Malereien im Turmgewölbe

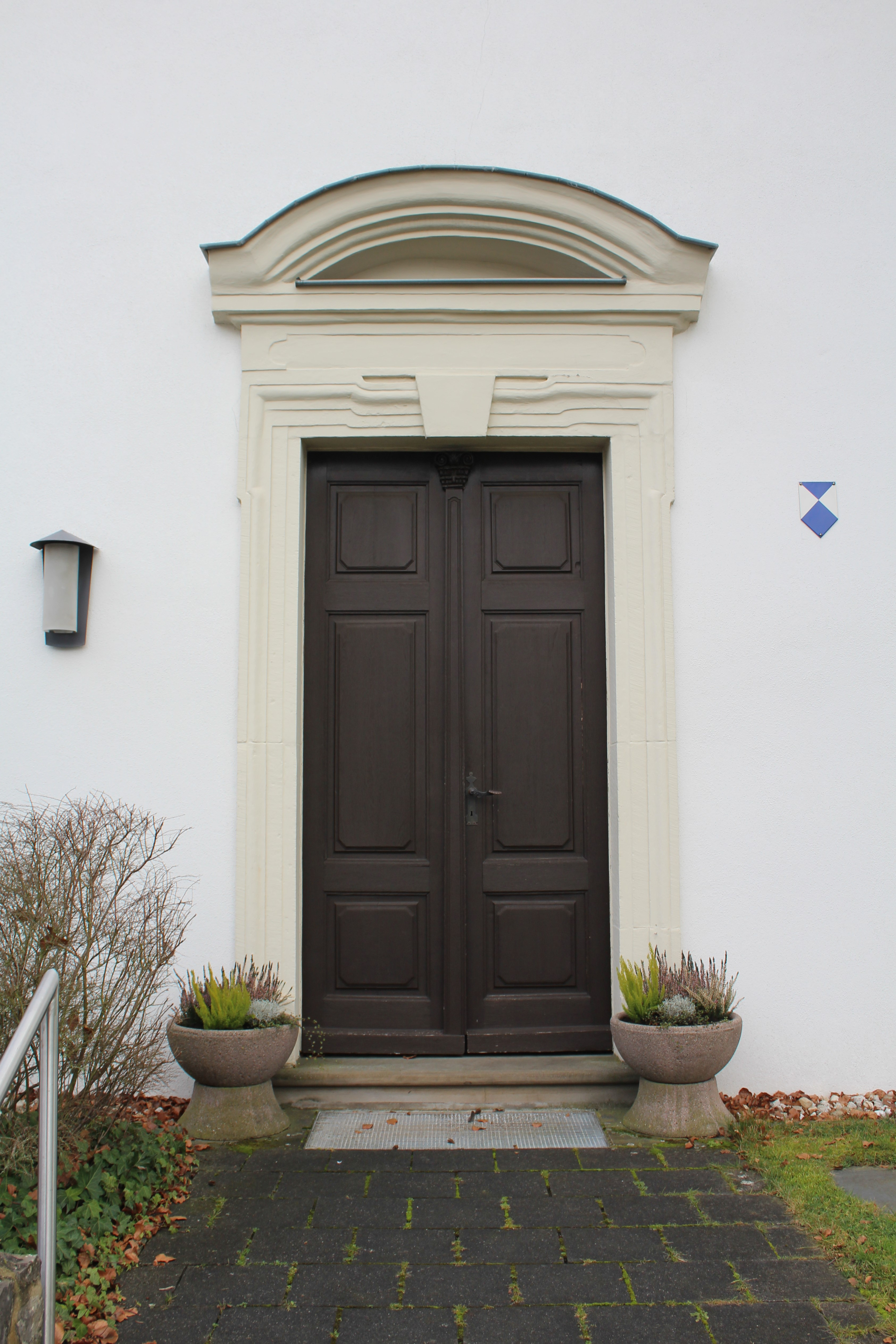
Repräsentatives Westportal

Die weiß verputzte Kirche ist nicht exakt geostet, sondern etwas nach Ost-Nordost ausgerichtet. Sie ist im Ortszentrum südwestlich dem Schloss gegenüber am Rande eines kreisrunden Kirchhofs errichtet, dessen Mauereinfriedung erhalten ist.
Der massiv aufgemauerte, spätromanische Chorturm auf quadratischem Grundriss ist ungegliedert und gegenüber dem Kirchenschiff eingezogen. Er stammt vermutlich aus dem Anfang des 13. Jahrhunderts. Die kreuzgratgewölbte Halle im Erdgeschoss wird an den drei freistehenden Seiten von Spitzbogenfenstern belichtet. Unter dem nördlichen Fenster ist ein schlichtes hochrechteckiges Portal eingebrochen. Die beiden wehrhaften Obergeschosse haben horizontale und vertikale Schießscharten. Der hohe oktogonale, verschieferte Spitzhelm aus der Zeit des Kirchenneubaus entwickelt sich aus vier Dreiecksgiebeln. Weil die Handwerker zu frisches Bauholz verwendet hatten, war der Helm von Anfang an geneigt. Er wird von einem Turmknauf, einem verzierten Kreuz und Wetterhahn bekrönt. An der Ostseite sind einige Grabsteine des 17. bis 19. Jahrhunderts aufgestellt. Im Inneren wurde der ursprüngliche Zugang zum Chorturm vermauert. Das Gewölbe weist Reste spätgotischer Malereien aus dem Anfang des 15. Jahrhunderts auf, die durch eine moderne Decke verdeckt werden. Dargestellt werden das Jüngste Gericht und an der Ostseite die Kreuzigungsszene. In der Ostwand des Turmes ist eine Piscina aus vorreformatorischer Zeit erhalten.
Der Saalbau auf rechteckigem Grundriss wird von einem verschieferten Mansarddach bedeckt, dem an jeder Seite unten drei große und oben zwei kleine Gauben aufgesetzt sind. Der Innenraum erhält durch hohe Rechteckfenster mit Sprossengliederung Licht. Im Süden sind drei und im Westen und Norden je zwei Fenster eingelassen, die im Inneren tiefe Laibungen mit Stichbogen haben. Über dem Nordportal befindet sich statt eines Fensters eine kleine Stichbogen-Nische. Der Saalbau wird durch mittige Portale im Westen und Norden mit hochrechteckigen, profilierten Gewänden erschlossen. Das aufwendigere Westportal hat zusätzlich einen Architrav und einen Segmentbogen. Die doppelflügeligen Holztüren sind bauzeitlich. Im Inneren ist die Öffnung zur Turmhalle vermauert und die östlichen Ecken des Saalbaus sind abgerundet, sodass der Eindruck eines halbrunden Ostschlusses entsteht.

## Ausstattung

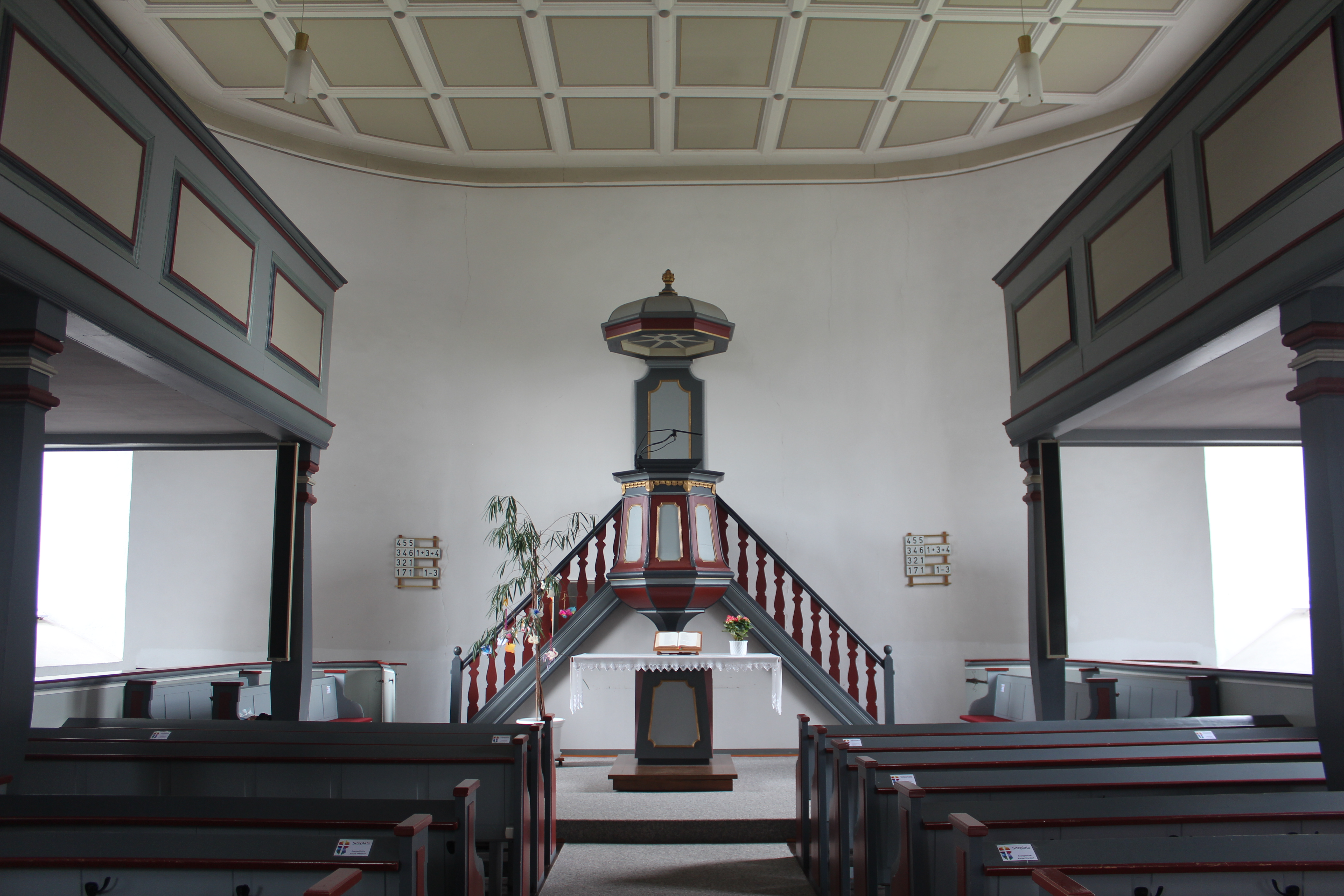
Innenraum mit Blick auf die Kanzel

Die Kirchenausstattung ist entsprechend reformierter Tradition schlicht. Der Innenraum wird seit 1961/1962 von einer Flachdecke abgeschlossen, die kassettierte Füllungen hat. Über ihr ist die flache Holztonne erhalten.
Eine dreiseitig umlaufende Empore des 18. Jahrhunderts lässt die Ostseite frei, an der die Kanzel aufgestellt ist. Die hölzerne Empore ruht auf viereckigen, bauchigen Holzpfosten und hat eine Brüstung mit schlichten querrechteckigen Füllungen. Die Westempore dient als Aufstellungsort für die Orgel.
Die zentrale Stellung der mittig angebrachten Kanzel wird durch die symmetrische Ausführung mit seitlichen zweiläufigen Treppen unterstrichen. Die Holzkanzel aus dem 18. Jahrhundert hat einen polygonalen, gebauchten Kanzelkorb mit Füllungen in den Feldern. Eine Kanzelrückwand vermittelt zum baldachinartigen, achteckigen Kanzelkorb, dem eine vergoldete Spitze aufgesetzt ist. Als Altar dient ein Abendmahlstisch aus einem hölzernen Mittelteil mit überstehender Platte. Das hölzerne Kirchengestühl lässt einen Mittelgang frei. Im östlichen Bereich sind einige Bänke längs aufgestellt.

## Orgel

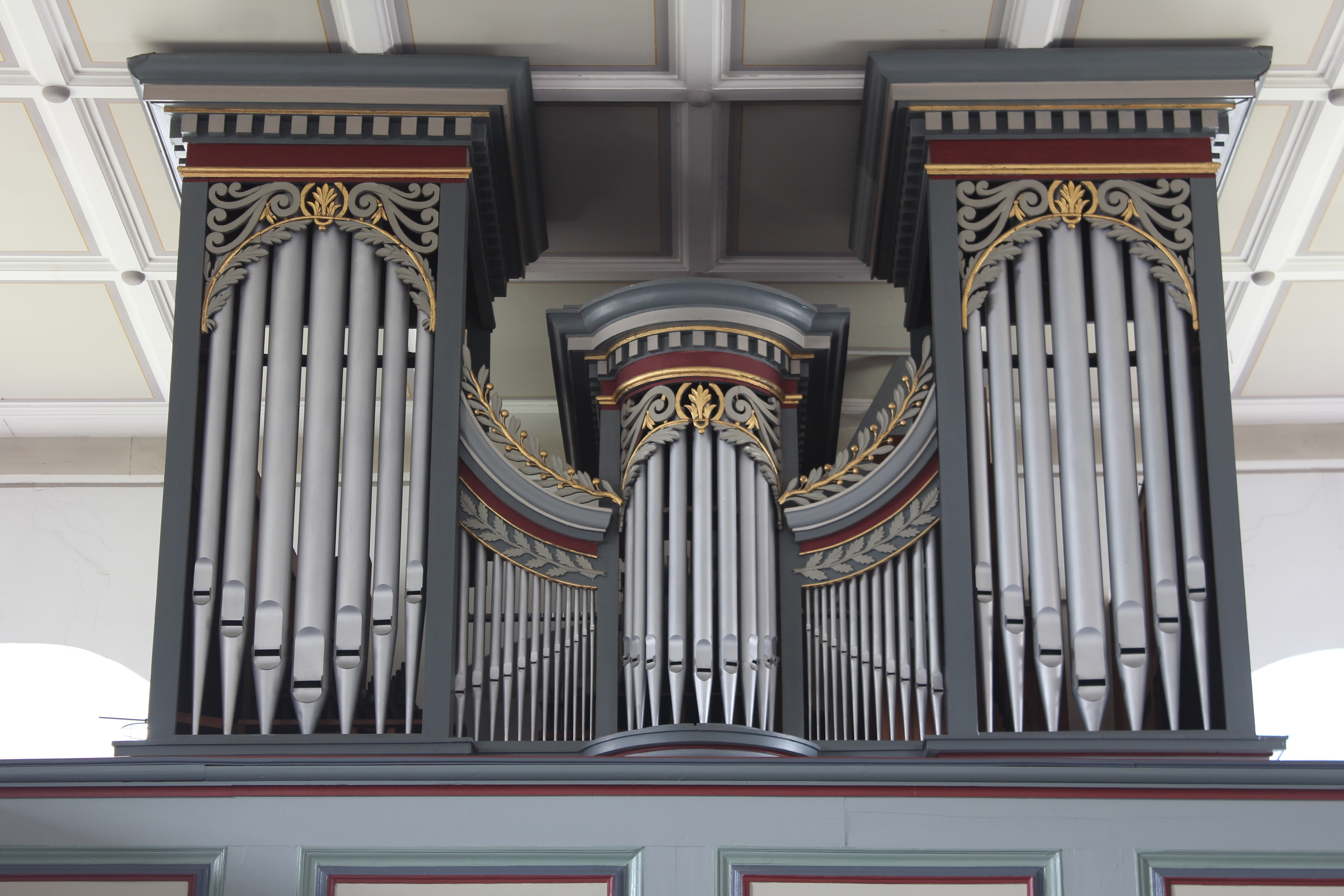
Barocker Orgelprospekt

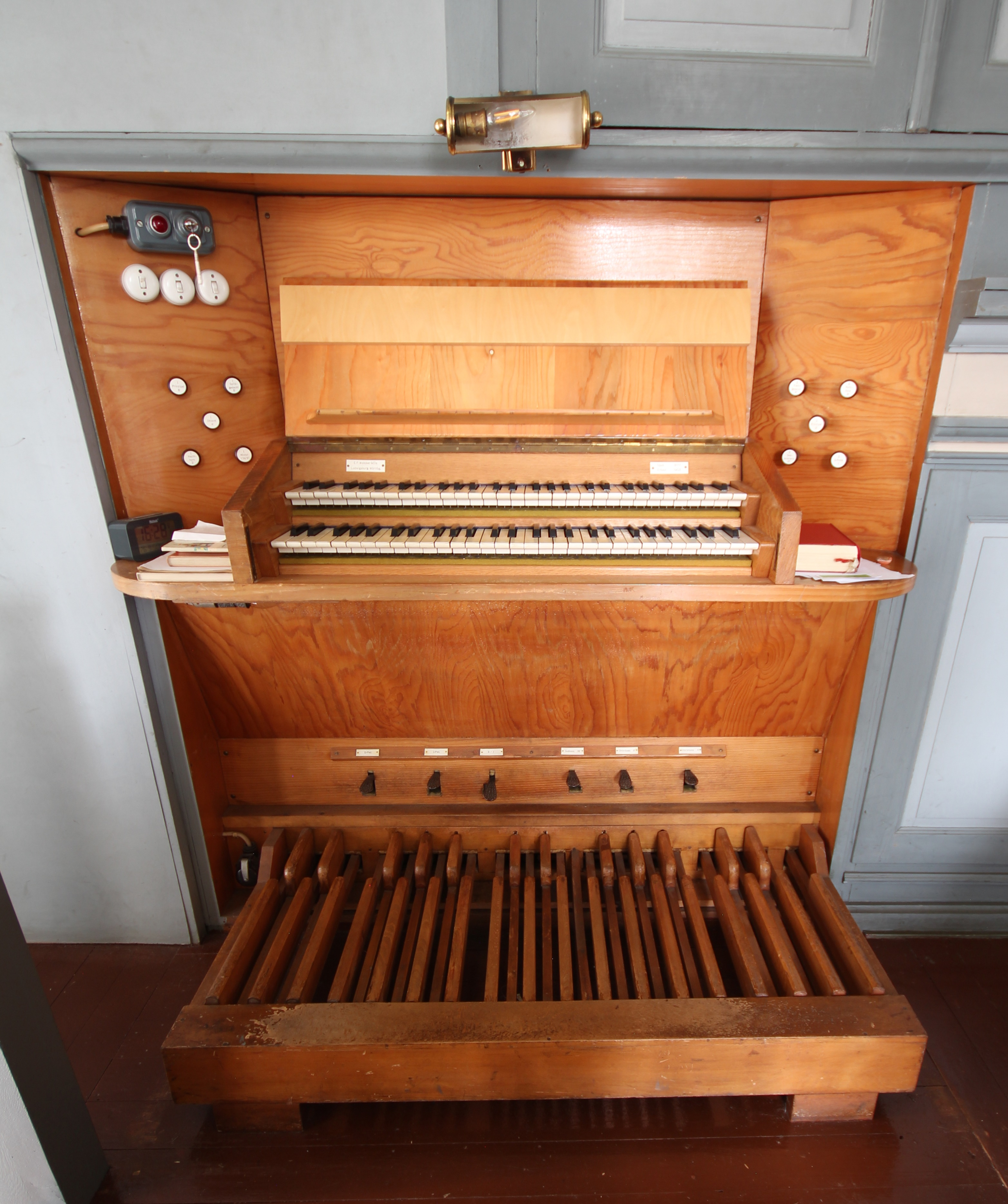
Spieltisch der Walcker-Orgel

Auf Andreas Scheld aus Niederscheld, einen Schüler von Florentinus Wang, ging eine Orgel aus der ersten Hälfte des 18. Jahrhunderts zurück. Für eine Reparatur wurde 1784 kollektiert. Im Jahr 1836 wurde das Instrument als mittelmäßig bezeichnet. Die Gemeinde erwarb 1905 eine neue Orgel. Sie verfügte über 13 Register auf einem Manual und Pedal.
Die heutige Orgel baute Walcker 1953 mit 13 Registern, die sich auf zwei Manuale und Pedal verteilen. Der barocke Prospekt hat einen niedrigen Rundturm, der von zwei Flachfeldern flankiert wird. Diese schmiegen sich an die äußeren beiden hochrechteckigen Felder an, die bis an die Decke reichen. Die Disposition lautet wie folgt:
| I Hauptwerk C–g3 |       |
| Prinzipal        | 8′    |
| Spitzgedackt     | 8′    |
| Oktave           | 4′    |
| Nachthorn        | 2′    |
| Mixtur IV        | 1 ⁄3′ |

| II Oberwerk C–g3 |       |
| Rohrflöte        | 8′    |
| Kleingedeckt     | 4′    |
| Prinzipal        | 2′    |
| Sifflöte         | 1′    |
| Sesquialter II   | 2 ⁄3′ |

| Pedal C–f1 |     |
| Subbass    | 16′ |
| Oktavbass  | 8′  |
| Choralbass | 4′  |

- Koppeln: II/I, I/P, II/P

## Geläut
Guido Mong(u)inot goss 1660 eine Glocke. Beim Trauergeläut für Kaiser Friedrich III. im Jahr 1888 zersprang entweder die Monginot-Glocke oder eine undatierte Glocke von Georg Risgi. 1894 wurden beide Glocken von Rincker umgegossen. Im Ersten Weltkrieg wurden die zwei Glocken für die Rüstungsindustrie abgeliefert. Auch eine weitere, 1905 gelieferte Rincker-Glocke ging verloren. Rincker goss 1948 drei neue Glocken mit den Durchmessern 1,00 Meter, 0,70 Meter und 0,60 Meter. Die Schlagtöne a1, c2 und d2 bilden das Te-Deum-Motiv.